# اماتیون
اماتیون (به یونانی: Ἠμαθίων)،(به فرانسوی: Émathion) در اسطوره‌های یونانی نام چهار تن است:
- اماتیون شاهِ اتیوپی، پسر تیتون و ائوس و برادر ممنون است. او به دست هرکول کشته می‌شود.
- اماتیون پادشاه ساموتراس، پسر زئوس و الکترا (پلیادس) و برادر  داردانوس، ایاسیون، ائتیون و هارمونیا است. او در لشکرکشی دیونیسوس به هندوستان، سربازانی برای ملحق‌شدن بدو می‌فرستد.
- اماتیون شاهزادهٔ شهر تروآ، پدر آتیمنیوس و دیومدس بود.
- اماتیون از ملازمان دربار سفئوس پادشاه اتیوپی است. او در جریان نبرد میان فینئوس و پرسئوس به دست خرومیس کشته می‌شود.
- در «انه‌اید»، اماتیون یکی از همراهان آئنیاس در ایتالیا است. او توسط لیگر، متحد تورنوس، حریف آئنیاس کشته شد.[۱]